# Club Deportivo Águila
Club Deportivo Águila, es un club de fútbol salvadoreño con sede en el municipio de San Miguel, en el Departamento de San Miguel, en El Salvador. El club actualmente juega en la Liga Pepsi (por cuestiones de patrocinio) de la Primera División, la máxima categoría del sistema de ligas de fútbol del país centroamericano.
De acuerdo al Federación Internacional de Historia y Estadística de Fútbol (IFFHS en sus siglas en inglés) el club es oficialmente el más laureado del país con 25 títulos bajo reconocimiento de FIFA y la Federación Salvadoreña de Fútbol, por lo cual desde ese enfoque es considerada la «institución deportiva más ganadora del futbol salvadoreño».

## Historia
El Club Deportivo Águila fue fundado el 15 de febrero de 1926 en la ciudad de San Miguel, por un grupo de jóvenes cuyo primer presidente fue Don Víctor Vanegas para promover el béisbol, fútbol y el básquetbol.
En la práctica del béisbol y el fútbol, el club no tuvo el éxito esperado y por tanto, optaron por dedicarse por completo a la práctica del básquetbol, donde obtuvieron muchos éxitos tanto dentro como fuera del país.
A mediados del año de 1956, un grupo de personas socias del Club Deportivo Águila se reunieron y decidieron formar un equipo que se dedicara a la práctica del fútbol bajo su patrocinio y completa responsabilidad económica. Este grupo de socios encabezado por su reconocido Presidente, el Doctor Miguel Félix Charlaix, decidió adquirir la categoría del equipo "Alacranes" que pertenecía a la categoría "B" del fútbol nacional. A este equipo lo denominaron Club Deportivo Águila, concretándose como tal según decreto del Diario Oficial el día 26 de junio de 1956. Para ese entonces en la ciudad de San Miguel el único representante en la Liga Mayor “A”, era el Club Deportivo Dragón.
El Club fue invitado en 1957 por las autoridades Deportivas a participar en un torneo de Copa con los equipos de la Liga Mayor A. El primer partido fue contra Club Deportivo Dragón, gran rival en aquel entonces en la ciudad de San Miguel. El Club Deportivo Águila tuvo que ser escoltado por miembros de la Guardia Nacional, como consecuencia de la importante rivalidad que existía entre las barras. El resultado fue un triunfo por dos goles a cero de Club Deportivo Águila, Al año siguiente, el equipo "naranja y negro", lograba el ascenso a la Liga Profesional "A".
En 1958, el Club Deportivo Águila tuvo una buena campaña en la Segunda división y luego de dejar en el camino al cuadro de CD Municipal Limeño en la final de la Región Oriental, cuyo campeón la representaría en la final de ascenso a la Liga Profesional "A" (la máxima categoría del fútbol nacional de El Salvador), jugó dos emocionantes partidos finales contra el Atlético Constancia (que después fue bautizado como Alianza FC) para ganar así un boleto en la liga mayor, dicha final se desarrolló en dos partidos ida y vuelta, el primero de ellos realizado en San Miguel, un 20 de junio de 1958, los naranjas dominaron el encuentro con marcador de 2-0 con dos goles de Juan Antonio "Máquina" Merlos; y en partido de vuelta, siete días más tarde en el estadio Flor Blanca (hoy, Jorge González), un empate 0-0 definió la serie a favor de los orientales, Así se comenzó a escribir la historia de un equipo que se convirtió con el paso de los años en uno de los 4 equipos más grandes de El Salvador.
Una vez que Club Deportivo Águila llegó a la Liga "A", no solamente conquistó la simpatía de los aficionados migueleños del Club Deportivo Dragón, sino también la de aficionados en todo el país., Tan solo tres años después de su creación, en el año de su ascenso a la máxima categoría del fútbol salvadoreño en 1958, el Club Deportivo Águila logra coronarse campeón nacional (primer y único equipo de los cuatro equipos denominados grandes del redondo salvadoreño en lograrlo).
La temporada 1975-1976 es considerada como una de las más exitosas campañas del Club ya que logró coronarse como campeón de la Concacaf, Liga de Campeones, tras vencer al SV Robinhood de Surinam. Ese mismo año, Águila conquistó su séptimo título nacional luego de una victoria ante el C.D. Once Municipal, Esa primera generación, fue la gran sensación de los años sesenta y consolidó una hegemonía. Después de este grupo, se vino el relevo generacional que marcó un paso hacia el que es considerado el mejor conjunto de Águila de todos los tiempos, y como lo definen algunos medios impresos de prestigio, “fue la consolidación como uno de los equipos más grandes del país y Centroamérica”.

### Títulos nacionales
Club Deportivo Águila es considerado por los analistas deportivos como el Mejor Equipo de Siglo XX en El Salvador, ya que en apenas cuatro décadas logró levantar 12 coronas de campeonatos nacionales, terminando con esa cantidad de campeonatos el siglo anterior, al igual que el equipo de CD FAS, pero la diferencia en el caso se da en que el equipo emplumado tardo menos tiempo en lograrlo (CD Águila lo consiguió en 41 años y el conjunto asociado tardo 54) siendo así el mejor en este récord histórico deportivo, además ha sido el único equipo que ha conquistado el bicampeonato en sus dos primeras temporadas en la Liga Mayor.
Es el tercer equipo que más campeonatos ha ganado en El Salvador, con un total de diecisiete coronas en su haber sólo superado por C.D FAS (19) y Alianza F.C (18)
Campeonato 1959: Conrado Miranda: Siendo el primer título del equipo al vencer a CD FAS en dos partidos de ida y vuelta 1-1 y 4-1 respectivamente, consiguiendo ser el primer club salvadoreño que recién ascendido al circuito mayor, logra ganar el campeonato.
Campeonato 1961: Carlos Padilla: En el siguiente torneo 1960-61 el equipo revalida el título a vencer nuevamente a CD FAS
Temporadas 1963-64 y 1964-65 : Víctor Manuel Ochoa: de la mano del "Pipe", el club logra un nuevo doblete para sus vitrinas y segundo de su historia al terminar en primer lugar, imponiéndose en la tabla a su más cercano perseguidor CD Juventud Olímpica en la temporada 1963- 1964 y de nueva cuenta a los tigrillos de CD FAS en la temporada 1964-1965 dándose un mayor auge a esa rivalidad deportiva.
Temporada 1967-68 : Zózimo Alves Calazães: Con el jugador brasileño, mundialista y campeón con la selección "verdeamarella" en la Copa Mundial de Fútbol de 1962 de Chile, levanta nuevamente el título dejando nuevamente a CD FAS con deseos de ganar.
Campeonato 1972: Juan Francisco Barraza: Con su memorable "Kínder de Barraza" logra brindarle un nuevo título a los emplumados venciendo a CD Juventud Olímpica en la cuadrangular definitoria.
Temporadas 1975-76 y 1976-77:Conrado Miranda: Con el técnico salvadoreño de nuevo a la cabeza vencen en la serie definitiva al Alianza FC 3-1 en la temporada 1975-76 y a Once Municipal en la temporada 1976-77 por quedar en primer lugar de la liga, logrando un tercer doblete histórico para las vitrinas de la institución
Campeonato 1983: Juan Francisco Barraza: Una sequía de títulos se hacía presente hasta que el Catedrático de la Zurda regresó al nido y logró un nuevo título logrando el primer lugar y dejar como era ya costumbre a CD FAS en el segundo puesto
Temporada 1987-88: Hernán Carrasco Vivanco: Nuevamente el equipo se alza con un nuevo título nacional, donde tras imponerse en las cuatro vueltas de clasificación, finalizando las mismas con el mayor puntaje global. CD FAS termina nuevamente segundo, logrando así el equipo emplumado su décima corona nacional.
Torneo Apertura 1999: Con el DT argentino Hugo Norberto Coria rompen una sequía de 11 años sin levantar un título, al derrotar por primera vez bajo el nuevo formato de Torneos Cortos en la final disputada ante un repleto Estadio "Flor Blanca" al CD Municipal Limeño 1-0.
Torneo Apertura 2000: En dicho torneo se encuentran nuevamente en la final con el cuadro cuchero del Municipal Limeño al que vuelven a derrotar esta vez con un marcador de 3-2 y logrando su duodécima corona, con el técnico argentino Hugo Coria siempre al frente.
Torneo Clausura 2001: De la mano del técnico uruguayo Saúl Rivero los negronaranjas se coronan campeón por decimotercera ocasión, en una final "novedosa" de dos partidos disputadas en el Estadio "Mágico" González, venciendo en la misma a los tigrillos de CD FAS 1-1 y 2-1 respectivamente.
Torneo Clausura 2006: Tras seis años de no alcanzar una nueva corona y a tres del "amargo recuerdo" para los emplumados en la final del Torneo Apertura 2003, que perdieron en los penaltis 5-3 ante CD FAS, el exjugador de origen serbio, nacionalizado salvadoreño Vladan Vicevic toma las riendas del equipo, y vuelven a encontrarse frente al cuadro asociado en la gran final, esto tras dejar en el camino al equipo de Isidro Metapán en las semifinales (3-1/4-0) respectivamente, donde tras 90 minutos de partido logran vencer, de manera contundente 4-2 a los santanecos.
En Torneo Clausura 2012: Con seis años de no ganar un título nacional (último, Clausura 2006), consigue romper esa sequía de títulos; Alcanzando primeramente las semifinales, en donde luego de vencer a CD Luis Ángel Firpo 4-0 y 1-2 respectivamente, obteniendo el boleto a la gran final final, en donde vence al Asociación Deportiva Isidro Metapán. Isidro Metapán con marcador de 2-1 en el Estadio Cuscatlán de la mano de Víctor Coreas, ganando así CD Águila su décimo quinto título.
Torneo Clausura 2019: Luego de 7 años sin levantar la copa, y tras dos finales perdidas contra el Isidro Metapán en el torneo apertura 2014 y el Dragón en el Torneo Clausura 2016, CD Águila se redime y en penales se impone 3 a 1 sobre el Alianza Fútbol Club en una final que no se daba entre estos dos equipos desde 1987.
Luego de una final ante el equipo más regular del torneo, el Águila levanta su corona número 16 en la historia pasando por encima del cuadro blanco con una actuación magistral de su arquero Benji Villalobos que atajó 2 penales. 
Torneo Apertura 2023: Cuatro años después de conquistar su corona dieciséis y de caer dos veces ante el Alianza FC en las finales del Torneo Apertura 2020 y Clausura 2022, el equipo emplumado logra alcanzar una nueva final que le permitió alzarse con el trofeo número 17 de su historia. Su rival en esta ocasión fue el Jocoro FC, equipo al que venció con un contundente 3-0 tras el término de los 90 minutos reglamentarios. Los anotadores del equipo aguilucho fueron Carlos Pimienta (35'), Carlos Salazar y Duvier Riascos que, ambos, de penal anotaron el segundo y tercer tanto al 67' y 85', respectivamente. 

### Torneos de Copas Nacionales
Copa El Salvador
2000, 2015
'Supercopa Nacional'
Temporada 2018-2019
'Campeón de Campeones'
Temporadas 2018-2019, 2023-2024

## La primera Junta Directiva
Un grupo de personas socios del Club Deportivo Águila, se reunieron a mediados de 1956 para buscar formar un equipo deportivo bajo la disciplina del fútbol, Esta primera Junta Directiva compró la categoría al equipo Alacranes, el cual pertenecía a la categoría "B" del fútbol salvadoreño, actualmente denominada Segunda División. Para poder ascender a la Primera División, el equipo tuvo que disputar la representación oriental contra el equipo Municipal Limeño, y luego ganarse el pase a la Liga Mayor contra el Atlético Constancia de San Salvador.
Esta junta estuvo formaba por:
- Don Miguel F. Charlaix, Presidente
- Don Vicente Zelaya Gotuzzo
- Don Joaquín Paz Silva
- Doctor José Estrada
- Doctor Godofredo Lahúd
- Don Ulises Calderón Velasco
- Don Ernesto Schaeuflerr
- Don Óscar Humberto Quiróz
- Don Bernardo Haase
- Don José Rogelio Pocasangre

## El Kínder de Barraza
En 1970, Juan Francisco Barraza, después de retirarse del fútbol como jugador profesional, aceptó dirigir a Águila en la Liga Mayor salvadoreña, con un nuevo perfil y en busca de mejores horizontes Águila llegó al campeonato nacional del año 72 con la finalidad de obtener la corona con sangre joven.
El exjugador e icono histórico hasta ese momento para la institución negro-naranja, hacia su debut como técnico é improviso un cuadro de prometedores valores que dieron satisfacción entera a sus seguidores. Grandes jugadores promesas surgieron durante este periodo, mencionando aquí a los estandartes de aquella época como la fueron: Luis Rivas, el gran capitán, David Antonio Pinho, entonces el único extranjero en el equipo, Luis Abraham Coreas, Juan José Polio y el gran delantero Luis Baltazar "El Pelé" Zapata, serían los artífices que conquistarían por sexta vez la corona en tan solo 13 años de existencia de Águila dentro de la liga mayor "A".
La plantilla completa del emblemático "Kínder de Barraza" fue la siguiente:
- Porteros: Ademir Barbosa, Agustín Benavides y Juan Pinzón.
- Defensas: Napoleón Antonio "El Loco" Regalado, Mario Castillo, Pedro Flores, Amílcar Umaña, Luis Alonso Rivas, José Roberto "Chepe Beto" Serrano, Carlos Rivas.
- Volantes: Juan José Polío, Salvador Rivas, David Pinho.
- Delanteros: Luis Abraham "El Muñeco" Coreas, Moisés González, Luis Ramírez Zapata, Félix Pineda, José Ismael Díaz.

## Datos del club
- Puesto histórico: 1º
- Temporadas en 1.ª: 53 temporadas
- Mejor puesto en la liga: 1.º
- Peor puesto en la liga: 9.º
- Mayor número de goles en una temporada: 49 (Clausura 2001)
- Mayor goleada a favor: 10-0 sobre Juventud Independiente
- Mayor goleada en contra: 1-8 ante Atlético Marte
- Jugador con más goles: Luis Ramírez Zapata (182)
- Equipo filial: Deportivo Águila Reservas
- Mayor goleada a favor en una competencia de Concacaf:: 5-1 ante  Robin Hood FC
- Mayor goleada en contra en una competencia de Concacaf:: 5-0 ante  Santos Laguna
- Mayor goleada a favor en una competencia de la UNCAF:: 3-0 ante  Saprissa
- Mayor goleada en contra en una competencia de la UNCAF:: 7-1 ante  Comunicaciones
- Asistencia media: 2000

## Uniforme
Desde la fundación del club este siempre han jugado en naranja con camisa de rayas negras, pantalones cortos negros y calcetines anaranjados. El uniforme titular que usa son los tradicionales colores del club: anaranjado y negro, siendo en este caso el color negro el predominante. El cuello de la camiseta es una mezcla del clásico cuello redondo. Además de franjas ancha en color anaranjado y negro, al lado de la camiseta es negro a los costados. El uniforme visitante hizo en un estilo muy clásico con cuello redondo. Es de color negro con una franja ancha frontal en color anaranjado. La versión alternativa es idéntica al de visitante en diseño y características, fue diseñado en color anaranjado y negro, siendo en general el anaranjado el color predominante pero frontalmente dividido al centro, mitad anaranjado, mitad negro. Desde la fundación del club los clubes siempre han jugado en naranja con camisa de rayas negras, pantalones cortos negros y calcetines anaranjados.

### Marcas
| Período       | Proveedor | Imagen                              |
| ------------- | --------- | ----------------------------------- |
| 1949-1977     | ?         |                                     |
| 1978-1979     | ?         |                                     |
| 1980-1981     | ?         |                                     |
| 1982-1984     | Pony      |                                     |
| 1985-1986     | Pony      |                                     |
| 1987-1996     | ?         |                                     |
| 1997-2000     | Joma      |                                     |
| 2001-2002     | Galaxia   |                                     |
| 2002-2002     | Aviva     |                                     |
| 2003-2004     | Umbro     |                                     |
| 2004-2007     | Aviva     |                                     |
| 2008-2009     | Joma      |                                     |
| 2009-2010     | Nike      |                                     |
| 2011-2012     | Galaxia   |                                     |
| 2012-2014     | Diadora   |                                     |
| 2014-2018     | Joma      |                                     |
| 2018-2019     | Maca      | Marca Salvadoreña de Ropa Deportiva |
| 2019-presente | Umbro     |                                     |

### Patrocinadores
Entre las empresas con las que Águila tiene acuerdos de patrocinio actualmente se encuentran:
| Período        | Proveedor              | Imagen |
| -------------- | ---------------------- | ------ |
| 2019- presente | Umbro                  |        |
| 2003-presente  | Canal 4                |        |
| 2013-presente  | Pepsi                  |        |
| 2018-presente  | Mister Donut           |        |
| 2024-presente  | Honor                  |        |
| 2024-presente  | Claro                  |        |
| 2024-presente  | Universidad de Oriente |        |
| 2019-presente  | Boston Ice Cream       |        |
| 2023- presente | La Pampa               |        |
| 2024- presente | Pollo Campestre        |        |

## Estadio

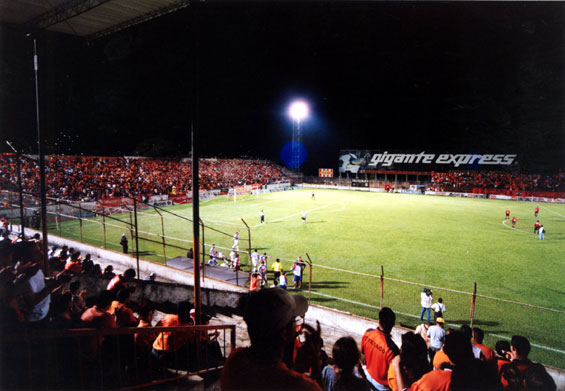
El estadio repleto de su afición.

El nombre del estadio es un homenaje al jugador Juan Francisco Barraza, ídolo de la hinchada del equipo por su destacada trayectoria. El Estadio Barraza, fue inaugurado el 15 de noviembre de 1959 y hasta la actualidad cuenta con capacidad para 6,000 personas aproximadamente. Las obras, fueron dirigidas por Don Paredes Lemus y Compañía y el costo total fue de ¢381 mil 412 colones. En su momento fue considerado como uno de los mejores estadios de América Central. La inclemencia del invierno oriente al supuso construir la cancha sobre un relleno de roca y tierra, que permitía contar con un drenaje natural. El primer partido realizado en el estadio fue Águila Vs. Olimpia (1-1), anotando por Águila Raúl Victorino Molina.
El estadio Juan Francisco Barraza fue cedido en calidad de comodato, para el plazo de 30 años, por la Alcaldía Municipal presidida por la profesora Elba de Rodríguez en el año 1986. La Fundación Águila es la encargada de administrarlo en la actualidad. El Club Deportivo Águila no tiene ninguna relación con la Fundación, por lo que el Club paga renta a dicha fundación por el uso del estadio.
En mayo del 2015 el Instituto Nacional de los Deportes (INDES) junto a la Alcaldía Municipal de San Miguel anuncian una remodelación gradual en el estadio la cual fue divida en 3 etapas: en la primera se realizara la remodelación he instalación de butacas en la zonas de platea y tribuna, mejora en los servicios sanitarios junto a la construcción de graderios en la zona de "Sol Oriente" en donde no existían graderios fijos, por lo tanto, para algunos partidos importantes se instalaban graderios metálicos desmontables. Las obras de la primera etapa comenzaron en mayo de 2016 y debieron ser entregadas en agosto del mismo año, pero fueron sufriendo una serie de retrasos por falta de fondos e inconvenientes con el proveedor de las butacas. Finalmente las obras de la primera etapa fueron concluidas en mayo del 2017 y el aforo paso de 6,500 personas (gradería fija) a 10,000 personas aproximadamente. El primer encuentro que recibió el estadio después de las primeras mejoras fue el partido de vuelta de los cuartos de final del Clausura 2017 entre el equipo negronaranja y su similar de Municipal Limeño con marcador final de 2 a 2, el nacional Irving Valdez se convertiría en el primer anotador en el remozado escenario.
La segunda y tercera etapa abarcaran la instalación de iluminación con luces led, mejoras en la grama de juego, cambio de los banquillos para los jugadores, la construcción de los graderios en el sector "Sol Preferente Sur", mejoras en el estacionamiento, entre otras mejoras.

## Afición
Club Deportivo Águila tiene 3 barras, consideradas las más grandes de El Salvador: La Súper Naranja, La Inmortal 12, ambas originarias de la ciudad de San Miguel, y La Banda de la Capital, originaria de San Salvador. Las barras al interno de la afición, se rigen bajo el mismo lema "Hinchada de Fiesta y Carnaval". Águila es considerado uno de los equipo con más afición de El Salvador junto a CD Fas, LA Firpo y Alianza FC, es el segundo equipo que más copas ha ganado de la Primera División de El Salvador. La afición aguilucha es reconocida por ser tranquila y familiar. En el estadio donde se encuentre el equipo, Águila juega siempre de local. Sin dudas la afición es el capital más importante del Club y la hinchada es noble, fiel e incondicional. Los hinchas de equipos rivales los conocen despectivamente como "hondureños" o "catrachos" esto por la amistad que mantienen con la Furia Verde del equipo Marathón de Honduras.
SÚPER NARANJA: La misma es la primera barra organizada de aficionados en la historia del equipo; aunque su fecha de fundación es incierta, sus primeros visos se dieron en el año 1995.
LA INMORTAL 12: Barra Organizada de Club Deportivo Águila, se inició a finales del Torneo Clausura 2004 con la idea de un grupo de Jóvenes los cuales su primer objetivo fue y siempre ha sido alentar al equipo y llevar el ambiente a las gradas con bombos, cánticos, bandera con astas y trapos (pancartas), alusivos al Club.
LA BANDA DE LA CAPITAL (conocida como LBC): La fecha de fundación de la Banda fue en mayo de 2010. Esta hinchada ha ido creciendo rápidamente y por tanto, tuvo la obligación de reestructurar el esquema organizativo y empezar a generar tropas (filiales) con personas de distintas zonas de San Salvador y de otros departamentos de El Salvador, por lo cual se ha ganado el mote de "LA GLORIOSA BANDA DE LA CAPITAL".

## Rivalidades
CD Águila vs CD FAS ( Superclásico Salvadoreño): Ambos son los máximos ganadores de la Primera División de El Salvador (17 y 19 campeonatos respectivamente). Es el partido por excelencia de más rivalidad entre ambos clubes, las dos aficiones más grandes de El Salvador; ambos mantienen una incansable lucha por ser el equipo con más títulos del país y por demostrar la supremacía en el fútbol salvadoreño.
CD Águila vs Alianza FC (Clásico Oriente-Centro): Es el clásico entre dos de los mejores equipos salvadoreños y dos de las tres ciudades principales del país: San Miguel y San Salvador, donde se juega el orgullo de los aficionados de ambas instituciones, por lo cual la rivalidad trasciende en lo deportivo.
CD Águila vs CD Dragón (Derbi Migueleño): Este derbi se disputa entre los dos equipos de la ciudad San Miguel, donde chocan las historias y personajes míticos del fútbol migueleño que une a ambos clubes: Juan Francisco Barraza
CD Águila vs L.A. Firpo (Derbi Oriental): Este encuentro se da entre las dos instituciones deportivas más emblemáticas en el Oriente del país, ambos compiten por el orgullo de ser el mejor equipo de fútbol en la zona oriental de El Salvador.

## Personal administrativo

### Junta directiva
La familia Arieta, adquiere la administración de Club Deportivo Águila el 18 de diciembre de 2013. La misma desde ese momento, en coordinación con el Cuerpo Técnico en vigencia, buscan estructurar un proyecto para el Club a mediano y largo plazo con un enfoque del deporte integral. Por una parte, se pretende realizar especial hincapié en la preparación del jugador profesional desde las divisiones inferiores. Por otra parte, contempla aspectos relevantes como el componente humano y social en la relación con sus familias, además de la formación profesional del jugador en diferentes áreas, la Junta Directiva se conforma de la siguiente manera:
| Comisión directiva |
| |
| - Presidente: Víctor Villalta - Vicepresidente: Walter Gómez Bonilla - Secretario: Rigoberto Ortiz Ostorga - Tesorero: David Ventura - Primer Director: Juan Pablo Vargas - Segundo Director: Carlos Argueta - Tercer Director: Carlos Espinoza |
| |

## Presidentes
- Miguel Charlaix (1959-1966)
- Federico García Prieto (1967-1968)
- Enrique García-Prieto (1969-1970)
- Carlos García-Prieto (1971-1974)
- Nino Dürler Vargas (1975-1977)
- Federico García-Prieto (1977-1978)
- Ernesto Muyshondt Parker (1979-1981)
- Federico García-Prieto N. (1982)
- Carlos García-Prieto Hirleman (1983-1984)
- Carlos Reynaldo López Nuila (1985-1989)
- Carlos García-Prieto Hirleman (1989-1998)
- Alejandro González Arguello (1998-2005)
- Lisandro Pohl (2005-2006)
- Salvador Galeas (2006-2009)
- Minor Vargas (2009-2009)
- Wilfredo Salgado (2009-2010)
- Julio Sosa (2010-2013)
- Pedro Fausto Arieta (2014-2016)
- Pedro Arieta Iglesias (2016-2017)
- Oskar Elenilson Cruz (2017-2018)
- Álex Menjívar (2018-2020)
- Alejandro González Arguello (2020-2025)
- Víctor Villalta Morataya (2025-presente)

## Rankings

### Rankings deIFFHS
- Ranking Mundial de Clubes de la IFFHS: 376.º[11]

### Rankings deConcacaf
- Ranking de Clubes de la Concacaf: 73.º[12]

## Jugadores

### Plantilla 2025-26

#### Altas 2025-26
| Altas              | Altas         | Altas                           | Altas         | Altas |
| Jugador            | Posición      | Procedencia                     | Tipo          |       |
| Apertura 2025      | Apertura 2025 | Apertura 2025                   | Apertura 2025 |       |
| ------------------ | ------------- | ------------------------------- | ------------- | ----- |
| Bryan Lovo         | Delantero     | Cacahuatique                    | Libre         |       |
| Nelson Rodríguez   |               | Club Deportivo FAS              | Libre         |       |
| Erick Cabalceta    | Defensa       | Asociación Deportiva San Carlos | Libre         |       |
| Sebastián Julio    | Delantero     | Municipal Limeño                | Libre         |       |
| Marvin Benítez Jr. | Delantero     | Dragón                          | Libre         |       |
| Joel Turcios       | Delantero     | Dragón                          | Libre         |       |

#### Bajas 2025-26
| Bajas           | Bajas          | Bajas                 | Bajas                 | Bajas |
| Jugador         | Posición       | Destino               | Tipo                  |       |
| Apertura 2025   | Apertura 2025  | Apertura 2025         | Apertura 2025         |       |
| --------------- | -------------- | --------------------- | --------------------- | ----- |
| Walter Torres   | Defensa        | Agente libre          | Rescisión de contrato |       |
| Alexander Larín | Defensa        | Hércules              | Fin de contrato       |       |
| Diego Lemus     | Defensa        | Alianza               | Fin de contrato       |       |
| Nicolás Femia   | Centrocampista | Agente libre          | Rescisión de contrato |       |
| Óscar Cerén     | Delantero      | Cacahuatique          | Fin de contrato       |       |
| Blas Sosa       | Delantero      | San Martín de Burzaco | Fin de contrato       |       |

#### Cesiones 2025-26
| Cesiones         | Cesiones       | Cesiones                            | Cesiones        | Cesiones |
| Jugador          | Posición       | Destino                             | Fin de préstamo |          |
| Apertura 2025    | Apertura 2025  | Apertura 2025                       | Apertura 2025   |          |
| ---------------- | -------------- | ----------------------------------- | --------------- | -------- |
| Melvin Cruz      | Defensa        | Club Deportivo Municipal Limeño     | 31/12/2025      |          |
| Carlos Ortiz     | Defensa        | Club Deportivo Fuerte San Francisco | 31/12/2025      |          |
| Robin Borjas     | Centrocampista | Club Deportivo Cacahuatique         | 31/12/2025      |          |
| Melvin Cartagena | Centrocampista | Isidro Metapán                      | 31/12/2025      |          |

### Máximos goleadores históricos
| Pos. | Posición  | Jugador             | Periodo                                               | Goles |
| ---- | --------- | ------------------- | ----------------------------------------------------- | ----- |
| 1    | Delantero | Luis Ramírez Zapata | 1971-1976, 1980-1992                                  | 182   |
| 2    | Delantero | Nicolás Muñoz       | 2006-2007, 2008-2009, 2010-2012, 2014-2016, 2020-2021 | 138   |
| 3    | Delantero | Félix Pineda        | 1970-1988                                             | 106   |
| 4    | Delantero | Hugo Coria          | 1989-1994                                             | 105   |
| 5    | Delantero | Alexander Campos    | 2003-2008                                             | 62    |
| 6    | Delantero | Mauro Nunes         | 2001-2003                                             | 55    |
| 7    | Delantero | Rudis Corrales      | 2004-2010                                             | 50    |

### Ganadores de premios al mejor goleador
- Waldir Guerra (9) - Apertura 1999
- Mauro Nunes (20) - Apertura 2001
- Mauro Nunes (15) - Clausura 2002
- Alexander Campos (13) - Clausura 2003
- Alexander Campos (11) - Apertura 2003
- Nicolás Muñoz (14) - Clausura 2007
- Nicolás Muñoz (15) - Apertura 2011
- Nicolás Muñoz (12) - Clausura 2012
- Nicolás Muñoz (12) - Apertura 2020
- Carlos Salazar (15) - Apertura 2023

## Jugadores notables

### Ganadores de la Copa del Mundo
Jugadores que han jugado para Águila en su carrera y que han ganado una Copa del Mundo
 Zózimo (Suecia 1958,  Chile 1962) 

### Jugadores Mundialistas
Jugadores que han jugado para Águila en su carrera y han jugado en un Mundial:
- Zózimo
- Mario Castillo
- Luis Guevara Mora
- José Francisco Jovel
- Juan Ramón Martínez
- Luis Ramírez Zapata
- Sergio Méndez
- Joaquín Ventura
- Saturnino Osorio
- Ramón Maradiaga

## Entrenadores
- Carlos Padilla Velásquez (1953-1955)
- Gregorio Bundio (1956-1957)
- Agustín Noriega Zapico (1957-1958)
- Conrado Miranda (1960)
- Alfredo Ruano (1960-1963)
- Víctor Manuel Ochoa (1963-1964)
- Rodolfo Orlandini (1965)
- Arnaldo da Silva (1966)
- Zózimo (1967-1968)[13]
- Juan Francisco Barraza (1970-1973)
- Emilio Vargas (1974)
- Conrado Miranda (1975-1978)
- Carlos Javier Mascaró (1978-1979)
- Conrado Miranda (1980-1981)
- René Mena (1981)
- Saúl Molina (1981)
- Juan Francisco Barraza (1981-1983)
- Julio Escobar (1984-1985)
- Omar Muraco (1985)
- Hernán Carrasco (1986-1988)
- Néstor Matamala (1989-1991)
- Juan Quartarone (1992)
- Óscar Emigdio Benítez (1993-1994)
- Juan Ramón Paredes (1995)
- Milovan Đorić (1996)[14]
- Mario Carlos Rey Salgueiro (1996-1997)
- Mladen Stefanović (1997)
- Miloš Miljanić (1998-1999)[15]
- Carlos Vieira (1999)
- Hugo Coria (1999-2000)
- Saúl Lorenzo Rivero (2001)
- Hugo Coria (2002)
- Rubén Guevara (2002)
- Ramón Maradiaga (2003)
- Hugo Coria (2003-2004)
- Julio César Cortés (2004)
- Carlos De Toro (2004)
- Jorge Alberto García (2004-2005)
- Vladan Vićević (2006)
- Gary Stempel (2007)[16]
- Luis Ramírez Zapata (2007)
- Agustín Castillo (2007-2008)
- Pablo Centrone (2008-2009)
- Eraldo Correia (2009)
- Nelson Ancheta (2009-2010)
- Rubén Alonso (2010)
- Carlos Mijangos (2010)
- Eraldo Correia (2010)
- Hugo Coria (2011)
- Omar David Sevilla (2011)
- Eraldo Correia (2011-2012)
- Víctor Coreas (2012-2013)
- Omar David Sevilla (2013)
- Vladan Vićević (2013)[17]
- Raúl Martínez Sambulá (2013-2014)
- Edwin Portillo (2014)
- Jairo Ríos Rendón (2014)
- Daniel Messina (2014)
- Julio Dely Valdés (2014-2015)
- Eraldo Correia (2015)
- Juan Ramón Sánchez (2015-2016)
- Edgardo Malvestiti (2016)
- Darío Larrosa (2016)
- Jorge Daniel Casanova (2016-2017)
- Osvaldo Escudero (2017)
- Miguel Aguilar Obando (2018)
- Carlos Romero (2018-2019)[18]
- Daniel Messina (2019-2020)[19]
- Hugo Coria (2020)[20][21]
- Ernesto Corti (2020-2021)[22][23]
- Armando Osma (2021)[24][25]
- Alberto Agustín Castillo (2021-2022)[26][27]
- Sebastián Bini (2022-2023)[28][29]
- Ernesto Corti (2023-2024)
- Daniel Messina (2024-) [30]

### Técnicos campeones en Primera División
| Número | Técnico                 | Títulos | Temporada                                             |
| ------ | ----------------------- | ------- | ----------------------------------------------------- |
| 1      | Conrado Miranda         | 3       | Temporada 1960, Temporada 1975/76, Temporada 1976/77. |
| 2      | Víctor Manuel Ochoa     | 2       | Temporada 1963, Temporada 1964.                       |
| 3      | Hugo Coria              | 2       | Apertura 1999, Apertura 2000.                         |
| 5      | Juan Francisco Barraza  | 2       | Temporada 1972, Temporada 1983/84.                    |
| 6      | Carlos Padilla          | 1       | Temporada 1960.                                       |
| 7      | Zózimo                  | 1       | Temporada 1968.                                       |
| 8      | Hernán Carrasco Vivanco | 1       | Temporada 1987/88.                                    |
| 9      | Saúl Lorenzo Rivero     | 1       | Clausura 2001.                                        |
| 10     | Vladan Vićević          | 1       | Clausura 2006.                                        |
| 11     | Víctor Coreas           | 1       | Clausura 2012.                                        |
| 12     | Carlos Romero           | 1       | Clausura 2019.                                        |
| 13     | Ernesto Corti           | 1       | Apertura 2023.                                        |

## Participaciones internacionales
Nota: en negrita se muestran las ediciones que fue campeón.
| Competencia                                 | Edición                                                                                |
| ------------------------------------------- | -------------------------------------------------------------------------------------- |
| Liga de Campeones de la Concacaf (14)       | 1962, 1964, 1965, 1969, 1973, 1976, 1977, 1980, 1985, 1987, 1988, 1993, 1994, 2012-13. |
| Copa Centroamericana de Concacaf (3)        | 2023, 2024, 2025.                                                                      |
| Liga Concacaf (3)                           | 2017, 2019, 2022.                                                                      |
| Copa Interclubes Uncaf (11)                 | 1973, 1974, 1976, 1977, 1980, 1981, 1983, 1984, 1997, 1998, 2006.                      |
| Torneo Centroamericano de la Concacaf (8)   | 1964, 1965, 1973, 1976, 1977, 1980, 1987, 1988.                                        |
| Copa de Gigantes de la Concacaf (1)         | 2001.                                                                                  |
| Recopa de la Concacaf (1)                   | 1998.                                                                                  |
| Campeonato Centroamericano y del Caribe (1) | 1961.                                                                                  |

## Palmarés
En negrita las competiciones vigentes en la actualidad.

### Títulos Oficiales (*Actualizado a mes de agosto 2024)
|                                       | C.D. Águila |            |
| Competencias                          | Campeón     | Subcampeón |
| Nacionales                            |             |            |
| Primera División de El Salvador       | 17          | 13         |
| Copa Nacional                         | 2           | 1          |
| Supercopa Nacional                    | 2*          | -          |
| 'Campeón de Campeones'                | 1           | -          |
| 'Segunda División'                    | 1           | -          |
| Subtotal                              | 23          | 14         |
| Internacionales                       |             |            |
| Copa de Campeones de la Concacaf      | 1           | -          |
| Torneo Centroamericano de la Concacaf | 1           | 1          |
| Copa Fraternidad Centroamericana      |             | 1          |
| Subtotal                              | 2           | 2          |
| Total                                 | 25          | 16         |

### Torneos Nacionales (detalle por fecha)
| Competición nacional         | Títulos | Subtítulos |
| ---------------------------- | --- | --- |
| Primera División (17/13)     | Torneos Largos (10): 1959, 1960-61, 1963-64, 1964, 1967-68, 1972, 1975-76, 1976-77, 1983, 1987-88. Torneos Cortos (Apertura y Clausura) (7):Ap. 1999, Ap. 2000, Cl. 2001, Cl. 2006, Cl. 2012 , Cl. 2019 y Ap. 2023. | Torneos Largos (6):1961-62, 1966-67, 1979-80, 1984, 1986-87, 1990-91. Torneos Cortos (Apertura y Clausura) (7): Ap. 2003, Ap. 2009, Cl. 2010, Ap. 2014, Cl. 2016 , Ap. 2020 y Cl. 2022. |
| Copa El Salvador (2/1)       | 2000, 2014. | 2006. |
| Supercopa de El Salvador (2) | 2019, 2024*. | |
| Campeón de Campeones (1)     | 2019. | |
|                              | | |
| Segunda División (1)         | 1958. | |

### Torneos Internacionales
| Competición internacional                   | Títulos | Subtítulos |
| ------------------------------------------- | ------- | ---------- |
| Copa de Campeones de la Concacaf (1/0)      | 1976.   |            |
| Torneo Centroamericano de la Concacaf (1/1) | 1976.   | 1965.      |
| Copa Fraternidad Centroamericana (0/1)      |         | 1973.      |

*El Torneo Supercopa de Campeones 2024 (bajo mismo fomato de la Campeón de Campeones anterior) si bien goza de condición invitacional, se le ha considerado con validez de «Copa oficial» a futuro, tanto por parte de los organizadores como de las autoridades de la Primera División, y FESFUT. 

### Títulos Oficiales Reserva
| Competición nacional           | Títulos                                                              | Subtítulos                                                                              |
| ------------------------------ | -------------------------------------------------------------------- | --------------------------------------------------------------------------------------- |
| Primera División Reserva (7/9) | Ap. 2001, Cl. 2013, Ap. 2014, Cl. 2016, Ap. 2016, Cl. 2021, Ap. 2023 | Cl.2002, Cl. 2004, Cl. 2011, Ap. 2012, Ap 2017, Ap. 2018, Ap, 2019, Ap. 2021, Ap. 2022, |

### Títulos Oficiales U17
| Competición nacional       | Títulos            | Subtítulos        |
| -------------------------- | ------------------ | ----------------- |
| Primera División U17 (2/2) | Cl. 2017, Cl. 2018 | Ap. 2017, Cl 2019 |

- Tercer Lugar Copa Interclubes de la Uncaf U17 (2018)

## Otras disciplinas deportivas

### Béisbol
La filial de la institución negronaranaja en este deporte nació en el año 2014, esto como un proyecto desde la dirigencia del club, retomando así los orígenes de Club Social Águila a mediados de los años 20s, donde el club participó en campeonatos nacionales sin mayor trascendencia en resultados.
Los aguiluchos son dirigidos en la dirección técnica por el multicampeon salvadoreño Héctor Arita, incorporándose como refuerzos a los jugadores dominicanos Luis Alberto Ruiz y Geraldo Desten, como parador en corto y lanzador respectivamente; junto con ellos, el nicaragüense Fulvio Delgado y el salvadoreño William Ponce (este último ex de los Padres de San Diego de la MLB en los Estados Unidos y seleccionado nacional), ambos como lanzadores. El debut oficial de CD Águila en el deporte de la pelota suave se realizó el marco de la XX edición de la Liga Nacional de Béisbol, el 9 de noviembre de 2014 ante DIDELCO.

### Baloncesto
El representativo actual del club en la rama de baloncesto surge oficialmente el 15 de octubre de 2014, como una apuesta del Presidente del CD Águila Pedro Arieta, y el presidente de Federación de Baloncesto Yamil Bukele, quien funge como director ejecutivo del equipo y encargado de aspectos deportivos de la filial emplumada.
Este proyecto se da con la finalidad de rescatar las principios de la institución desde sus orígenes en el año 1926 como un equipo de basketball que conquistó títulos importantes a nivel nacional y de Centroamérica. Así, CD Águila se ha convertido en el primer equipo de El Salvador que en el siglo XXI que posee ramas deportivas en tres áreas distintas como lo son fútbol, béisbol y baloncesto bajo una misma junta directiva y un mismo escudo.
Dicho quinteto forma parte de la Liga Mayor de Baloncesto (LMB), impulsada por la Federación Salvadoreña de Baloncesto (FESABAL), debutando por primera vez en el 15 de marzo de 2015 como parte del torneo relámpago por la inauguración con otros diez equipos en competencia, en cuya culminación el quinteto negronaranja logra adjudicarse el título de campeón, al imponerse en el tercer juego de desempate con marcador de 88-87 al equipo de El Rápido de La Unión culminando un primer torneo en forma exitosa con apenas una sola derrota en todo el campeonato, rememorando las glorias del equipo de antaño.